# Schkölen
Schkölen là một thị xã thuộc huyện Saale-Holzland, trong bang Thüringen, Đức. Đô thị Schkölen có diện tích 53,3 km². Đô thị này có cự ly 12 km về phía nam Naumburg.